# Akatsuki (ruimtesonde)

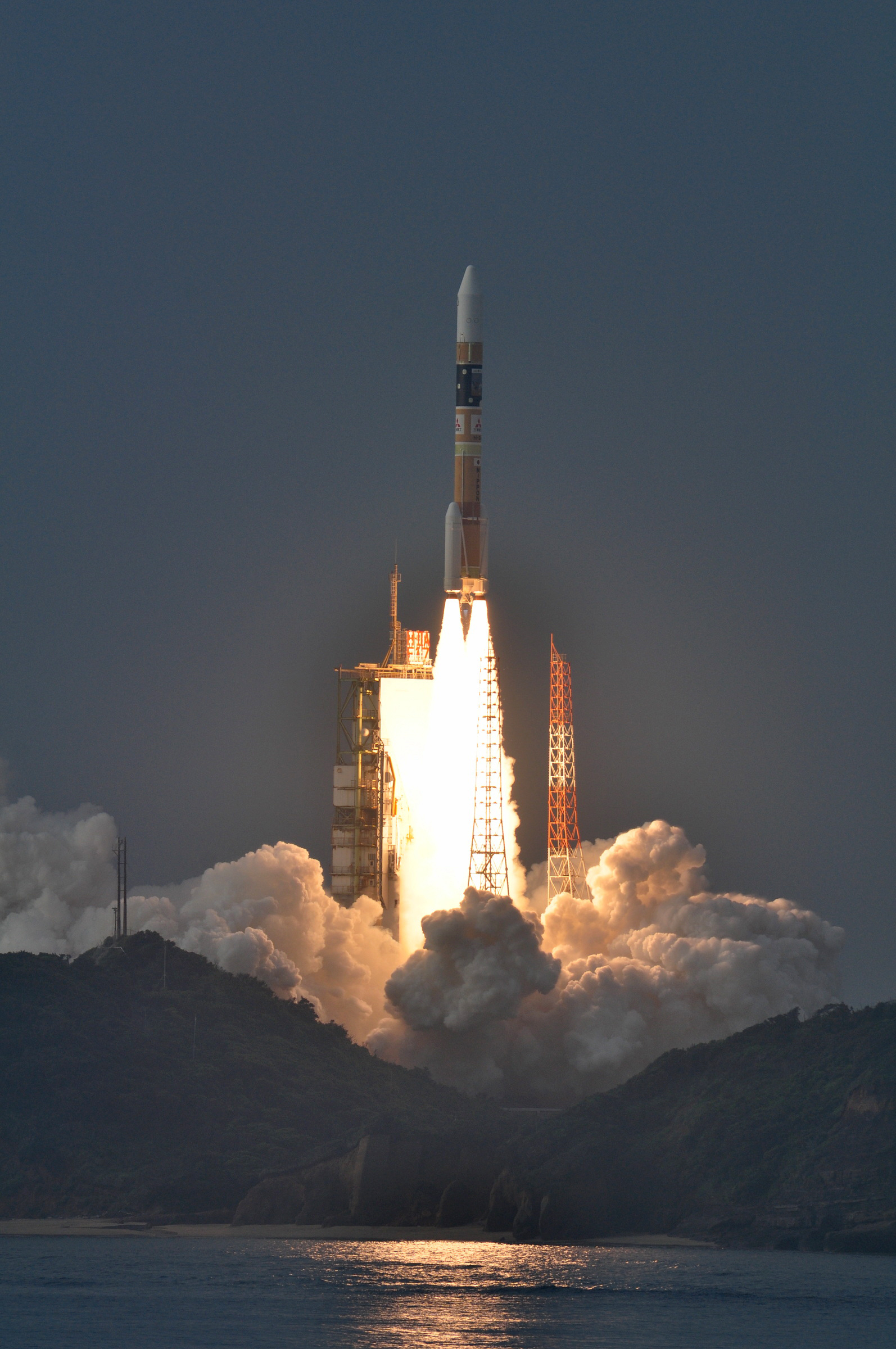
De lancering van de Akatsuki

Akatsuki (Japans: あかつき, ochtendgloren) (ook wel PLANET-C genoemd) is een Japanse ruimtesonde van JAXA die op 20 mei 2010 werd gelanceerd om de atmosfeer van de planeet Venus te onderzoeken.
De bedoeling was dat de sonde in december 2010 in een baan om de planeet gebracht zou worden om vandaar uit twee jaar lang metingen te doen. De sonde is hiervoor uitgerust met drie ultravioletcamera's en een infraroodcamera. Verder is apparatuur aan boord om bliksems en vulkanisme te detecteren. In december 2010 lukte het echter niet om in een baan om Venus te komen. Door een probleem in de connectie met de druktanks raakte de motor oververhit en ernstig beschadigd.
In december 2015 kwam Akatsuki na een langgerekte elliptische baan rond de zon weer in de buurt van Venus en op 7 december slaagde JAXA er wel in de sonde met behulp van de secondaire motoren in een baan rond de planeet te brengen. De nieuwe baan is wel ruimer dan de oorspronkelijk geplande, en de sonde draait in 10,5 dagen in een baan tussen 4000 en 370.000 km van Venus, in plaats van de geplande baan van 30 uur tussen 300 en 80.000 km afstand. Ook zijn enkele instrumenten beschadigd, maar nog niet onbruikbaar, door de ongeplande reis door het zonnestelsel. Vanwege de hogere baan zullen diverse metingen, vooral die vanaf korte afstand, meer tijd in beslag nemen dan oorspronkelijk gepland.
Onder de eerste ontdekkingen van Akatsuki is een boogvormige wolkenformatie, die van pool tot pool over de planeet loopt. De boog lijkt de omlooptijd van het planeetoppervlak te volgen, en niet die van de hoger gelegen delen van de Venusatmosfeer.